# 三人團
三人團為中共黨史名詞。有原「三人團」與新「三人團」的區別，分水嶺是1935年1月的遵義會議。

## 旧三人团
三人團指中央苏区遭到國民政府第五次圍剿時期到被迫放棄江西蘇區開始向湘桂黔等省轉移长征初期的軍事指揮机构。1934年5月，成立了由中央政治局常委秦邦憲（化名博古）、政治局常委兼中革軍委（中央革命軍事委員會）常委周恩來、以及共产国际軍事顧問李德组成的“三人团”。
由於當時上海的中共中央已遭國民黨破獲，發生向忠發叛降等事件，蘇聯設於上海的地下電台無法正常運作，長征時期的中共中央與上海中央局、共產國際遠東局（設於上海租界）都不能電報聯繫，上海來贛人員安全也無法保證，蘇區軍事指揮決策完全由「三人團」獨斷專行。由于中央苏区第五次反围剿的失败，长征初期又犯了“逃跑主义”错误，三人团的军事指挥招致党内高层与红军高层普遍不满，1935年1月召开的政治局扩大会议“遵义会议”对三人团的军事指挥下了否定性结论，撤销了三人团，解除了博古的黨務、解除了李德的指揮權，改由政治局常委会负责军事指挥。

## 新三人团
遵义会议后，红一方面军面对川军渡劫与中央军重兵追击围堵，局势危殆，被迫多次渡过赤水河寻找突围机会。情况瞬息万变，但军事指挥要经过政治局开会集体讨论才能确定，将贻误战机造成鲁班场战役失利，蒙受了严重损失。为保证党对军队的领导，同时集中高效统一地军事指挥，以顺应瞬息万变的战争环境和形势，3月11日中央政治局在贵州鸭溪、苟坝附近成立由周恩来、毛泽东、王稼祥组成的新的“三人团”全权指挥军事。周恩來後最后責任，毛澤東輔助周決策。成立时间地点有两种说法：
- 1935年3月17日三渡赤水河后在河畔陈福村[1][2]
- 1935年3月31日乌江畔[3]

1943年11月13日毛泽东在延安政治局会议上说：在打鼓新场，“洛甫提议要我为前敌总指挥……以后组成三人团（毛、周、王）领导”。周恩来在1943年11月27日的政治局会议上谈到进攻打鼓新场时说：“毛主席坚决反对那个军事计划，后来还是停止了……自此以后成立三人团。”毛周的回忆是指毛泽东在打鼓新场被撤职，复职后，鲁班场战役失利导致在黔北建立根据地希望的破灭。1943年12月洛甫在延安写文章回忆：“在抢渡乌江以前，泽东同志提议以毛泽东、周恩来、王稼祥三人成立三人团全权指挥军事。”陈云在1978年5月18日回忆说：“成立三人小组是在遵义会议以后，四渡赤水时定的。”时任红三军团参谋长的叶剑英回忆：“成立三人小组那个会我参加了，记得正在开会，敌人飞机来炸，我和毛泽东还到一间茅草房去躲。”
1935年红一、四方面军会师后，鲜见军事三人团的身影。